# Patrick Bettig
Patrick Bettig (* 28. September 1992 in Attendorn) ist ein ehemaliger deutscher Handballspieler. Er spielte auf der Position Rückraum links und stand beim TuS Ferndorf in der 2. Handball-Bundesliga unter Vertrag.

## Karriere
Bettig begann das Handballspielen bei der SG Attendorn-Ennest. Im Alter von 15 Jahren wechselte der Rückraumspieler in die Jugendabteilung der SG Schalksmühle-Halver, wo er in der Oberliga auflief. In seinem ersten Jahr als A-Jugendlicher spielte Bettig in der A-Jugend-Bezirksliga und lief zusätzlich mit der 2. Herrenmannschaft in der Verbandsliga auf. In seinem letzten Jugendjahr schloss er sich dem TuS Ferndorf an, mit der er in der A-Jugend-Regionalliga antrat.
In seinem ersten Jahr als Herrenspieler lief er für die Ferndorfer 2. Herrenmannschaft in der Verbandsliga auf. Nachdem Ferndorf 2012 in die 2. Bundesliga aufstieg, gehörte er dem Kader der 1. Herrenmannschaft an. In seiner ersten Zweitliga-Saison wurde er jedoch nur sporadisch eingesetzt. Als Ferndorf im darauffolgenden Jahr wieder in die 3. Liga abstieg, erhielt Bettig größere Spielanteile. 2014 kehrte er mit Ferndorf wieder in die 2. Bundesliga zurück. In der Spielzeit 2015/16 wurde er wegen eines Knorpelschadens im Ellbogen operiert und fiel mehrere Monate verletzungsbedingt aus. Nach der Saison 2017/18 beendete er seine Karriere.
Als kaufmännischer Geschäftsführer ist er in das Unternehmen seines Vaters eingestiegen, das Drehteile produziert.